# Trochalopteron austeni
Trochalopteron austeni là một loài chim trong họ Leiothrichidae.